# Made (Noord-Brabant)

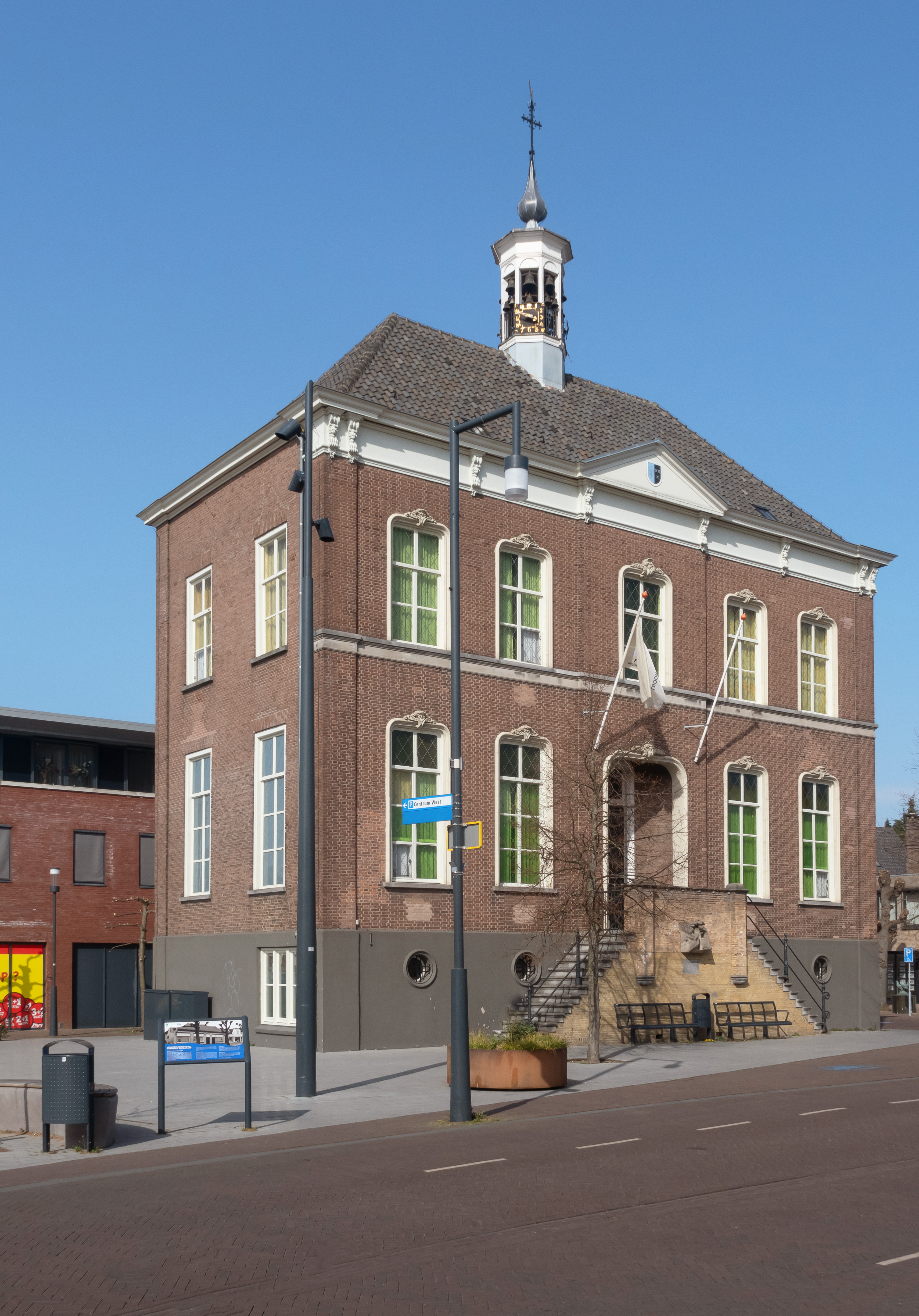
Voormalig Raadhuis (1871)

Made (Brabants: de May) is een dorp met circa 12.825 inwoners in de gemeente Drimmelen in de provincie Noord-Brabant. Tot 1997 vormden Made samen met Drimmelen, Oud-Drimmelen en de buurtschappen Stuivezand en Plukmade de gemeente Made en Drimmelen. Bij de gemeentelijke herindeling in 1997 zijn hier een aantal plaatsen aan toegevoegd. Dit zijn Blauwe Sluis, Lage Zwaluwe, Hooge Zwaluwe, Helkant, Wagenberg en Terheijden. Deze gemeente heette oorspronkelijk Made, maar later is de naam veranderd in Drimmelen, hoewel het gemeentehuis in Made bleef staan.

## Toponymie
De naam Made komt van Die Meede, ofwel stadweide (vergelijk het Engelse woord meadow).

## Geschiedenis
De Made ontstond als een verzameling boerderijen op de stadsweide (Die Meede) van de stad Geertruidenberg. Made hoorde aldus bij het Baljuwschap Zuid-Holland. In 1346 werd toestemming gegeven om huizen op deze weide te bouwen. In 1514 waren er in Made, samen met Stuivenberg, 105 haardsteden. In 1511 werd door het kapittel van Geertruidenberg toestemming gegeven om een kapel te bouwen. Oorspronkelijk was dit een Mariakapel, maar al spoedig werd ze aan de Heilige Adrianus gewijd. Het was een dochterkerk van de Geertruidskerk te Geertruidenberg. In 1573 werd echter de katholieke godsdienst verboden, zodat de kerk nooit een parochiekerk is geworden. Pas in 1610 kwam er een officiële predikant.
Made werd pas in 1795 losgemaakt van Geertruidenberg, en werd enkele jaren later bij decreet van Napoleon met het iets noordelijker gelegen vissersdorp Drimmelen samengevoegd tot één gemeente: Made en Drimmelen. Inmiddels heeft Made meer inwoners dan Geertruidenberg. Vooral na de Tweede Wereldoorlog breidde Made sterk uit in zuidelijke richting.
In 1997, bij een grootschalige gemeentelijke herindeling, werden de gemeentegrenzen weer gewijzigd. De gemeenten Made en Drimmelen, Terheijden en Hooge en Lage Zwaluwe werden samengevoegd en gingen in eerste instantie verder onder de naam Made. Later werd de naam van de gemeente gewijzigd in Drimmelen. Het gemeentehuis bevindt zich echter nog steeds in Made en dat is tevens de hoofdplaats van de gemeente.

## Bezienswaardigheden

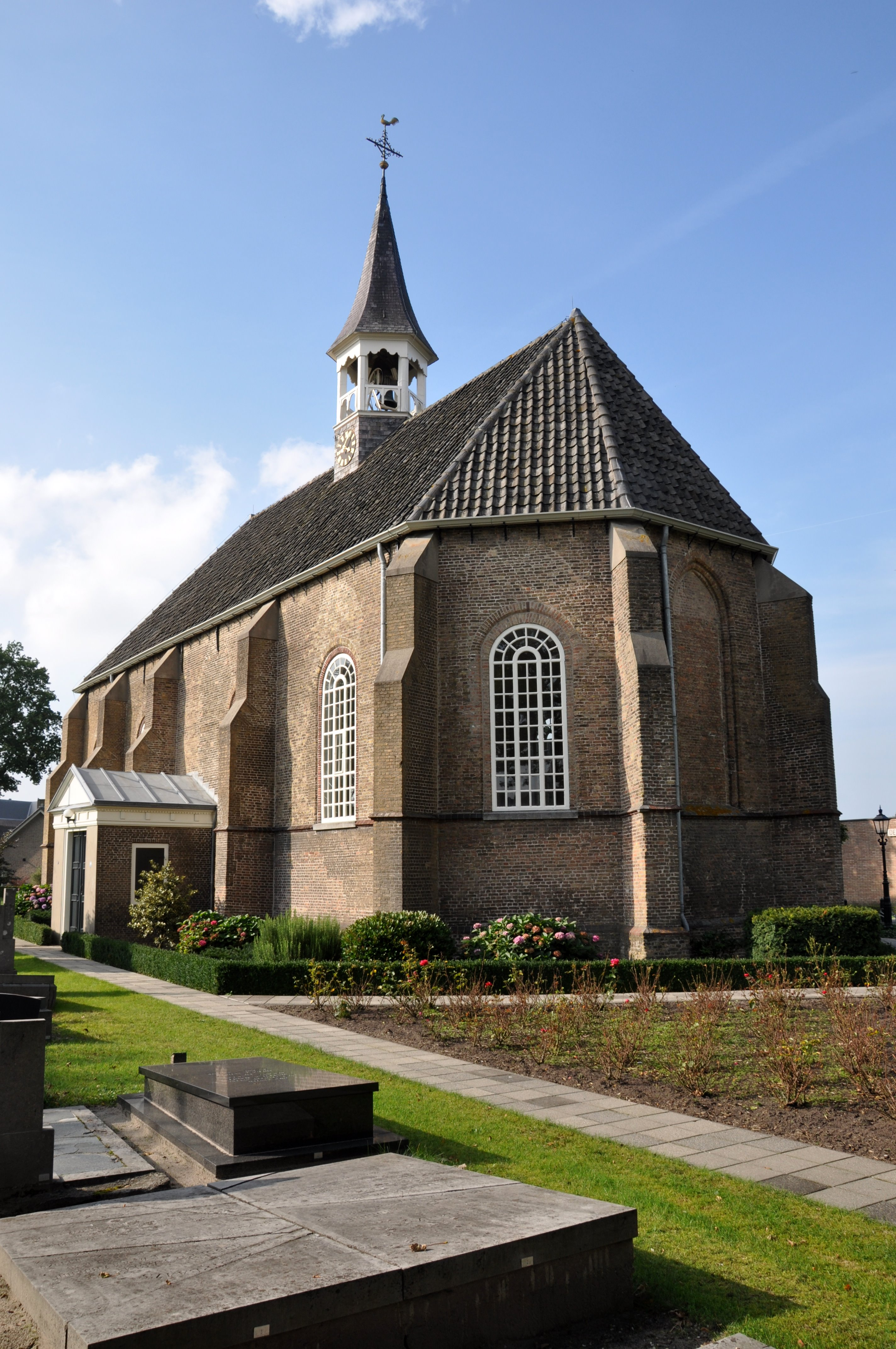
Hervormde kerk (Made)

Kenmerkend voor Made is het stervormige stratenplan in het centrum. Het middelpunt wordt gevormd door het Molenplein (Gaymansplantsoen), waar ooit een windmolen stond.
- De Hervormde kerk aan Patronaatstraat 27 stamt uit 1511.
- De Sint-Bernarduskerk aan Kerkstraat 8 is een bakstenen neogotische driebeukige kruiskerk met geveltorentje uit 1870. Architect was J. Verheyen. De naastgelegen pastorie stamt uit dezelfde tijd.
- De Kloosterkapel van de Zusters van Liefde aan de Kerkstraat 10 maakte deel uit van een kloostercomplex uit 1901. Het klooster werd gesloopt, maar de kapel werd behouden. Architect was Leonardus Goyaerts. De zusters kwamen in 1853 naar Made, en verzorgden onderwijs voor meisjes, en een kleuterschool. Het klooster was gewijd aan Maria Magdalena.
- De voormalige Sint-Blasiuskerk aan Zuideindsestraat 3 is een bakstenen kerk in de stijl van de Amsterdamse School uit 1930. Architect was J. Oomen. In 2007 werd de kerk onttrokken aan de eredienst en er werden appartementen in gebouwd die in 2009 zijn betrokken. Delen van het kerkinterieur zijn nog zichtbaar. De inventaris is over naburige kerken verdeeld.
- De bakstenen watertoren uit 1948.
- Het voormalig raadhuis aan de Nieuwstraat 2 is een neoclassicistisch gebouw uit 1871. Het heeft een schilddak met dakruiter en werd ontworpen door J. Verheyen.
- Enkele 19e-eeuwse woonhuizen, zoals Marktstraat 2-8 en Godfried Schalkenstraat 33. Op Kerkstraat 2 bevindt zich een 19e-eeuws herenhuis met schilddak. Het neoclassicistisch herenhuis aan de Kerkstraat 8a, nu in gebruik als café, stamt uit omstreeks 1840, en heeft mogelijk een oudere kern.
- "Windmolen "Hoop Doet Leven" aan Geraniumstraat 7 is een beltmolen gebouwd in 1867, die nog steeds als korenmolen in gebruik is.

### Monumenten
Zie ook:
- Lijst van rijksmonumenten in Made

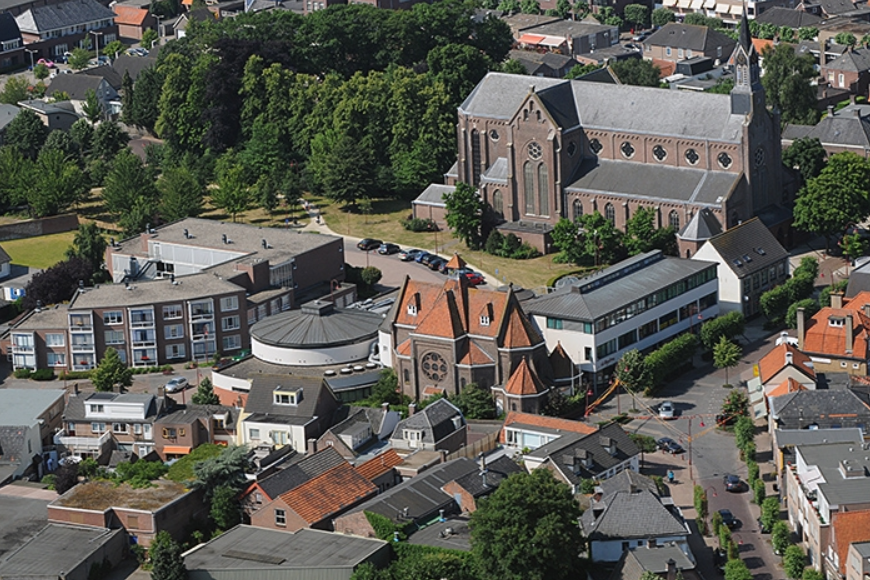
Luchtfoto Made: Mayboom, Bernarduskerk, Gaymansplantsoen.

- Lijst van gemeentelijke monumenten in Made

## Natuur en landschap
Het dorp ligt op de grens van de hoger gelegen Brabantse zandgronden en de klei van de grote rivieren, de zogeheten Naad van Brabant. Made wordt omringd door landbouwgebied en in het zuiden afgegrensd door een autoweg, de Maasroute. Aan de overkant daarvan ligt de voormalige Linie van Den Hout die tegenwoordig een natuurgebied is. Ook ten noorden van de autoweg ligt nog een restant dat nu een park is: de Liniehof. In het noorden van Made, grenzend aan het dorp Drimmelen, ligt het bekende Nederlands Nationaal Park de Biesbosch. Het merendeel van dit natuur- en recreatiegebied hoort bij de gemeente Drimmelen. De gemeente Drimmelen mag zich dan ook "voortuin van de Biesbosch" noemen. 

## Economie
De landbouw is nog steeds een voorname bron van inkomsten voor een deel van de inwoners van Made en (vooral) de uitgestrekte buitengebieden. Behalve traditionele boerenbedrijven zijn er veel moderne glastuinbouwbedrijven te vinden. Deze bedrijven profiteren van de goedkope restwarmte van de nabijgelegen Amercentrale, die een groot deel van Zuid-Nederland van elektriciteit voorziet. Verder kent Made vooral regionaal georiënteerde bedrijvigheid en dienstverlening.

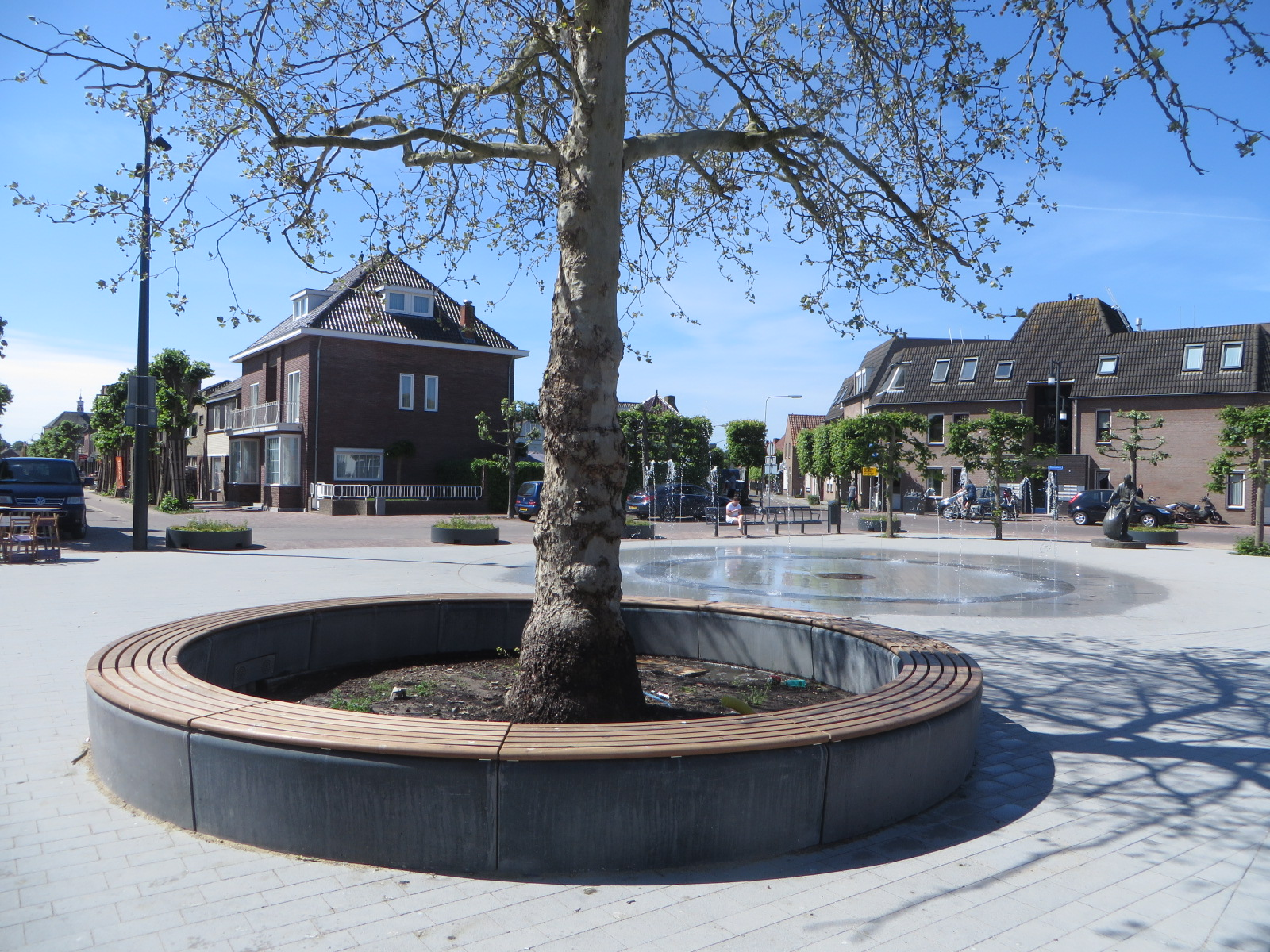
Molenplein (vernieuwd) en Marktstraat, te Made.

Met enkele restaurants en hotels is Made een geschikte plek voor toeristen: het dorp ligt enkele minuten richting het zuiden in de stad Breda. En is daarnaast enkele minuten verwijderd van de Biesbosch.
Het voorzieningenniveau is relatief hoog.

### Winkelen
In de doorgaande hoofdstraat zijn diverse winkels. De weekmarkt is op woensdagen gesitueerd op en rond het Raadhuisplein.
De meeste winkels zijn gevestigd in de Marktstraat, Nieuwstraat en om Den Deel. Onlangs (2020) zijn de winkelstraten geheel gerenoveerd en vernieuwd.

### Evenementen
Made heeft een rijke geschiedenis aan evenementen. Gezien de grootte van het dorp, zijn de evenementen in het dorp van hoge kwaliteit en met hoge bezoekersaantallen. Zo vindt elk jaar het Made's Powerweekend plaats. Dit is een groot tractorpullingevenement met circa 18.000 bezoekers. Daarnaast is er de jaarlijkse muziekmarathon De Top 100 Made Live, waarbij regionale coverbands de top 100 live ten gehore brengen. Ook het carnaval wordt uitgebreid gevierd. Zo wordt er al sinds 1964 het jaarlijkse 'Het Kinkelutenbal' georganiseerd door CV de Kinkeluten, waar duizenden mensen uit Made en omgeving op af komen.
In het voorjaar wordt de wielerwedstrijd Profronde van Made verreden.

## Media
- Omroep Drimmelen (radio- en televisiezender, kabelkrant en internet)
- Weekblad 't Carillon

## Sport
Op zondag 21 augustus 2022 liep de route van de derde etappe (van Breda naar Breda) van de Ronde van Spanje 2022 door Made.

### Sportverenigingen
- TTV Die Meede (Tafeltennis)
- Badmintonclub De Ligne
- Madese Hockey Club
- Madese Tennisvereniging
- Judoclub Made
- Madese Boys (Voetbal)
- Majaheicha
- Jola Olympus (Volleybal)
- Handbal Vereniging Made (H.V.M.)
- Sportvereniging de Zwaluwen
- Scouting Made
- Pedaalridders (Wielrennen)
- DC Good Lookin' (Darten)
- The Outdoor PACT (OCR - Survival Training - Yoga - Pilates en meer)

### Sportaccommodatie
- Zwembad de Randoet

## Muziek
Made beschikt ook over een aantal muzikale verenigingen zoals:

### Muziekverenigingen
- Muziekmakerij de Kneuters
- Harmonie en tamboerskorps St. Caecilia
- Poporkest Hercules
- Slagwerkgroep BAM
- Prinselijke Hofkapel De Blaoskaffers (carnaval)
- 't Mays Kwartierke
- Harmonieke
- Vals Alarm
- T 'Mays Kaboal
- CVK Amadeus
- De Gangmaokers
- Mades Mannenkoor
- Amor Musae

### Musicalverenigingen
- Stichting MMT

## Verkeer en vervoer
Made is bereikbaar via de A59, aansluiting 32

### Openbaar vervoer
Made wordt bediend door een aantal buslijnen verzorgd door Arriva onder de regionaam Bravo:
- lijn 174 Made - Geertruidenberg - Raamsdonksveer - Raamsdonk - Waspik - Sprang-Capelle - Waalwijk - Drunen - Wijk en Aalburg (streekbus)
- lijn 374 Made - Wagenberg - Terheijden - Breda - Effen - Rijsbergen - Zundert (Bravodirect)
- lijn 224 Oosterhout - Made - Drimmelen (buurtbus)
- lijn 682 Andel - Nieuwendijk - Hank - Raamsdonksveer - Geertruidenberg - Made - Wagenberg (schoolbus)

De spoorlijn, langs het noorden van Made, vervoert enkel nog goederen van en naar Oosterhout. Vele jaren geleden liep deze spoorlijn echter als personenvervoer door tot 's-Hertogenbosch.

## Geboren
- Godfried Schalcken (1643-1706), schilder
- Maria Schalcken (1645/1650-voor 1700), schilderes
- Nicolaas van der Westen SSCC (1913-1982) bisschop van Pangkal-Pinang (Indonesië)
- Cees Joosen (1920-1976), wielrenner deelnemer Ronde van Spanje
- Piet de Jongh (1934), wielrenner; deelnemer aan de Tour de France
- Leo van Dongen (1942-2011), wielrenner deelnemer Tour de France
- Martin Lips (1955), ruiter eventing, deelnemer Olympische Spelen
- Wim Hofkens (1958), vijfvoudig voetbalinternational
- Tom-Jan Meeus (1961), journalist
- Roel Vermeulen (1970), epidemioloog
- Hans Horrevoets (1974-2006), zakenman en zeezeiler
- Tim Lips (1985), ruiter eventing, deelnemer Olympische Spelen
- Nathalie den Dekker (1989), model en deelneemster missverkiezingen
- Sander de Graaf (1995), roeier
- Loïs van Vliet (2005), professioneel handbalster

## Nabijgelegen kernen
Den Hout, Wagenberg, Hooge Zwaluwe, Drimmelen, Geertruidenberg